# Jesús García Tena
Jesús García Tena (Terrassa, 7 giugno 1990) è un ex calciatore spagnolo, di ruolo difensore.

## Biografia
Anche il padre ed il fratello minore Pol sono calciatori.

## Carriera

### Club
Il 9 settembre 2013 viene acquistato dall'Hamilton Academical.